# عجيجات
عجيجات هو طبق جزائري، يُقدم في كثير من الأحيان مقبلًا أو مرافقًا للحساء. وهي عبارة عن فطائر مقرمشة يمكن صنعها بمكونات مختلفة مثل: المرنوز أسماك النازلي، والبطاطا، والتونة، والجبن، القرنبيط، والسردين، واللحم المفروم.
يمكن تحويل هذه الفطائر من مقبلات إلى طبق رئيسي عن طريق إضافتها إلى صلصة الدجاج أو اللحم أو السمك مع الخضار والحمص.